# Volkszugehörigkeit
Volkszugehörigkeit bedeutet allgemein die Zugehörigkeit eines Menschen zu einem Volk oder Ethnie beziehungsweise zu einer Nationalität oder einer bestimmten Volksgruppe durch Merkmale wie Muttersprache, Abstammung, kulturelle Prägung (Volkstum) sowie das subjektive Bekenntnis zu ihr. Die Volkszugehörigkeit muss nicht mit der Staatsangehörigkeit identisch sein.

## Deutsche Volkszugehörigkeit
In der Zeit des Nationalsozialismus wurde die Volkszugehörigkeit in rassisch definierten Abstufungen definiert. Das Reichsbürgergesetz von 1935, eines der Nürnberger Gesetze, unterschied zwischen vollwertigen Reichsbürgern, die „deutschen oder artverwandten Blutes“ waren, und bloßen Staatsangehörigen, die als „Angehörige rassefremden Volkstums“ bezeichnet wurden. Damit waren die deutschen Juden, aber auch Sinti und Roma sowie vornehmlich afrikanischstämmige Personen gemeint. Nach Beginn des Zweiten Weltkriegs definierte die Deutsche Volksliste weitere Abstufungen für die Bewohner eroberter Gebiete, nämlich die „Staatsbürger auf Widerruf“ und die „Schutzangehörigen des Deutschen Reiches“.
Seit 1949 ist die deutsche Staatsangehörigkeit im Grundgesetz verfassungsrechtlich geregelt, die deutsche Volkszugehörigkeit im Bundesvertriebenengesetz (BVFG). Gemäß § 6 der geänderten Fassung von 2020 ist deutscher Volkszugehöriger, wer „sich in seiner Heimat zum deutschen Volkstum bekannt hat, sofern dieses Bekenntnis durch bestimmte Merkmale wie Abstammung, Sprache, Erziehung, Kultur bestätigt wird.“ Die deutsche Volkszugehörigkeit hat also eine subjektive und eine objektive Seite: Einerseits das Bekenntnis zum deutschen Volkstum, andererseits objektive Bestätigungsmerkmale wie Abstammung, Sprache usw.

### Volksdeutsche
Der Begriff Volksdeutsche kam nach dem Ersten Weltkrieg auf und fand sich im nationalsozialistischen Volksbegriff wieder. Darunter wurden Menschen deutscher Abstammung verstanden, die im Ausland lebten. Laut dem Historiker Dieter Gosewinkel verengte diese Begriffsprägung die Bedeutungsvielfalt des Wortes Volk, das staatsrechtlich ja auch das Staatsvolk der Demokratie bedeutete, „auf einen Substanzbegriff ethnisch-kultureller Homogenität. Der begrifflichen Reduktion von Volk auf Volkstum entsprach die Verengung von Staatsangehörigkeit auf Volkstum“.
In der deutschen Gesetzgebung findet der Begriff seit 1949 jedoch nicht mehr im Begriffsverständnis nationalsozialistischer Völkerkunde Verwendung, sondern dient der rechtlichen Gleichstellung von Vertriebenen und Spätaussiedlern mit deutschen Staatsangehörigen.

### Regelung in der Bundesrepublik Deutschland

#### Bundesvertriebenengesetz
Nach Art. 116 Abs. 1 GG ist Deutscher im Sinne des Grundgesetzes, wer die deutsche Staatsangehörigkeit besitzt oder als Flüchtling oder Vertriebener deutscher Volkszugehörigkeit im Gebiet des Deutschen Reiches nach dem Stande vom 31. Dezember 1937 Aufnahme gefunden hat (Statusdeutscher). Die Legaldefinition deutscher Volkszugehörigkeit ergibt sich aus § 6 Bundesvertriebenengesetz.
Nach § 6 Abs. 1 BVFG in der seit 1987 geltenden Fassung ist deutscher Volkszugehöriger im Sinne des Bundesvertriebenengesetzes, wer „sich in seiner Heimat zum deutschen Volkstum bekannt hat, sofern dieses Bekenntnis durch bestimmte Merkmale […] bestätigt wird.“ Die Vorschrift ist anzuwenden auf Personen, die vor dem 1. Januar 1924 geboren sind.
Für die nach dem 31. Dezember 1923, aber vor dem 1. Januar 1993 Geborenen gilt für die Frage der deutschen Volkszugehörigkeit § 6 Abs. 2 BVFG.
Die nach § 6 Abs. 2 BVFG kumulativ zu erfüllenden Merkmale der deutschen Volkszugehörigkeit sind:
- die deutsche Abstammung und
- das Bekenntnis zum deutschen Volkstum im Aussiedlungsgebiet durch 
  - eine Nationalitätenerklärung oder
  - die Zurechnung zur deutschen Nationalität nach dem Recht des Herkunftsstaates (Bekenntnissurrogat) oder
  - das Volkstumsbekenntnis „auf andere Weise“ und
- die Bestätigung des Bekenntnisses oder des Bekenntnissurrogats durch die Fähigkeit, ein einfaches Gespräch in deutscher Sprache zum Zeitpunkt der verwaltungsbehördlichen Entscheidung über den Aufnahmeantrag führen zu können.

Abstammung im Sinne der Vorschrift ist nur die leibliche Abstammung, liegt also nicht vor bei Stief-, Adoptiv- oder Pflegekindern. Es reicht jedoch aus, dass die Großeltern deutsche Staatsangehörige oder deutsche Volkszugehörige waren.
Das Bekenntnis zum deutschen Volkstum in Form einer Nationalitätenerklärung erfolgte in der Sowjetunion in der Regel anlässlich der Ausstellung des ersten (Inlands-)Passes nach der sowjetischen Passverordnung vom 21. Oktober 1953. Das eigene Bekenntnis setzt Bekenntnisreife voraus und richtet sich grundsätzlich nach dem Recht des Herkunftsstaates. Von der Bekenntnisreife kann in der Regel ab Vollendung des 16. Lebensjahres ausgegangen werden, wenn nach dem Recht des Herkunftsstaates die Erklärungsfähigkeit für eine Nationalitätenerklärung zu diesem Zeitpunkt erreicht ist. Bekenntnisunfähige Personen können zur Abgabe eines Bekenntnisses zum deutschen Volkstum durch die Erziehungsberechtigten vertreten werden.
Das Bekenntnis „auf andere Weise“ kann insbesondere durch den Nachweis ausreichender deutscher Sprachkenntnisse entsprechend dem Niveau B1 des Gemeinsamen Europäischen Referenzrahmens für Sprachen oder durch den Nachweis familiär vermittelter Deutschkenntnisse erbracht werden. Der Sprachtest zum Nachweis ausreichender Deutschkenntnisse ist wiederholbar. Das anderweitige Bekenntnis kann aber beispielsweise auch durch Verlautbarungen gegenüber staatlichen Stellen oder die Mitwirkung in volksdeutschen Verbänden zum Ausdruck kommen, wenn diese nach Gewicht, Aussagekraft und Nachweisbarkeit einer Nationalitätenerklärung gegenüber Behörden entsprechen.
Die zur Bestätigung des Bekenntnisses erforderliche Feststellung der Fähigkeit zu einem einfachen Gespräch auf Deutsch erfolgt durch eine Anhörung des Antragstellers im Aufnahmeverfahren. Dabei wird ein einfacher und begrenzter Gedankenaustausch vorausgesetzt. Thematisch kommen einfache Lebenssachverhalte aus dem familiären Bereich (Kindheit, Schule, Sitten, Gebräuche), alltägliche Situationen und Bedürfnisse (Wohnverhältnisse, Einkauf, Freizeit, Reisen, Wetter u. ä.), Beruf oder Beschäftigung (ohne Verwendung exakter Fachbegriffe) in Betracht.

#### Lausitzer Sorben
Die Volkszugehörigkeit zu den in der Ober- und Niederlausitz ansässigen Sorben bzw. Wenden begründet sich allein durch ein Bekenntnis.
In Sachsen löste das Sorbengesetz (SächsSorbG) von 1999 das Gesetz zur Wahrung der Rechte der sorbischen Bevölkerung vom 23. März 1948 ab.
Nach § 3 Abs. 1 Satz 2 des Brandenburgischen Landeswahlgesetzes sind die Parteien, politischen Verbindungen und Listenvereinigungen der Sorben, etwa die Lausitzer Allianz, bei der Wahl zum Brandenburgischen Landtag von der Sperrklausel (5 %-Hürde) befreit.

#### Minderheiten in Schleswig-Holstein
Die Verfassung des Landes Schleswig-Holstein schützt in Art. 6 nationale Minderheiten und Volksgruppen.
Eine Minderheit oder Volksgruppe ist danach eine gegenüber der Mehrheitsbevölkerung zahlenmäßig unterlegene Gruppe von Menschen, die zwar ebenfalls Staatsangehörige dieses Staates sind, jedoch keine dominante Stellung einnehmen. Sie weisen in ethnischer, religiöser und kultureller Hinsicht Merkmale auf, die sie von der übrigen Bevölkerung unterscheiden. Minderheiten bewahren innerhalb der Mehrheit die eigene Kultur, Tradition, Religion oder Sprache und damit ihre Identität.
Als nationale Minderheiten gelten in Schleswig-Holstein die dänische Minderheit, die friesische Volksgruppe und die in Schleswig-Holstein ansässigen Sinti und Roma.
Es gibt auch eine deutsche Minderheit in Dänemark. Die Bonn-Kopenhagener Erklärungen von 1955 gewährleisten wechselseitig die Gleichbehandlung mit der jeweiligen nationalen Mehrheitsbevölkerung.
Die Parteien der dänischen Minderheit unterliegen nach § 3 Abs. 1 Satz 2 des Landeswahlgesetzes verfassungsgemäß keinen Einschränkungen, die sich ansonsten unter anderem aus der Fünf-Prozent-Hürde ergäben.
Das Bekenntnis zur dänischen Volkszugehörigkeit ist, wie auch das zu anderen nationalen Minderheiten, frei und darf amtlich weder geprüft noch bezweifelt werden. Niemand darf auf Grund dieses Bekenntnisses benachteiligt werden.